# Alma Čardžić
Alma Čardžić (nacida en Maglaj, Bosnia & Herzegovina) es una cantante bosnia. 
En Europa es principalmente conocida gracias a sus dos participaciones en el Festival de la Canción de Eurovisión: En 1994, junto con Dejan Lazarevic. A pesar de los aplausos se llevó su canción Ostani kraj mene (Quédate conmigo), sólo consiguieron el decimoquinto puesto de 25 participantes. En 1997, esta vez en solitario, con Goodbye alcanzando el mismo puesto que Bianca Shomburg, de Alemania el 18º lugar de 25 participantes.

## Discografía
- Plavo oko (1996)
- Duša (1998)
- Malo po malo (2001)

| Predecesor: Fazla          | Bosnia y Herzegovina en el Festival de la Canción de Eurovisión con Dejan 1994 | Sucesor: Davor Popović          |
| Predecesor: Amila Glamočak | Bosnia y Herzegovina en el Festival de la Canción de Eurovisión 1997           | Sucesor: Dino Merlin & Beatrice |

- Datos: Q182233